# Sarnówka (województwo łódzkie)
Sarnówka – osada w Polsce położona w województwie łódzkim, w powiecie bełchatowskim, w gminie Szczerców.
W latach 1975–1998 miejscowość administracyjnie należała do województwa piotrkowskiego.